# わたしの一番かわいいところ
「わたしの一番かわいいところ」（わたしのいちばんかわいいところ）は、日本の女性アイドルグループ・FRUITS ZIPPERの楽曲。また、同名の配信シングルおよび同曲を表題曲とするCDシングル。配信シングルとしては2022年4月29日にリリースされ、その後のバイラルヒットを受けて2023年9月13日にCDシングルとして発売された。FRUITS ZIPPERはこの曲で2023年日本レコード大賞最優秀新人賞を受賞している。
FRUITS ZIPPERのデビュー楽曲の1つとして制作された。楽曲が配信されるとTikTokを中心にSNS上で注目を集め、2022年内にTikTok総再生回数が5億回を超えるなどのヒットを記録し、同グループの人気拡大のきっかけとなった。
略称は「わたかわ」である。
英題は「The Cutest Thing About Me」。

## 背景と制作
FRUITS ZIPPERは、元むすびズムで自身もアイドル経験がある木村ミサが初めてプロデューサーとしてメンバー選定、楽曲制作、衣装デザインなどに全面的に関与することになったグループである。「わたしの一番かわいいところ」は同グループのデビューライブで披露するために制作された5つの楽曲のうちの1つ
で、木村は、「〔さまざまなテイストが揃う〕5曲の中だと“かわいい”に振り切っている楽曲」だとしている。
作詞・作曲・編曲を手がけたのはふぇのたすで活動したのち多数のアイドルグループへの楽曲提供を行い、「世界一かわいい音楽を作る」を標榜するソングライターのヤマモトショウである。「かわいい」をテーマにした楽曲を制作するにあたり、木村が以前からファンで親交もあり、自身がアイドルをプロデュースする立場になった際には必ず依頼したいと考えていたヤマモトへ提供をオファーし、これが実現した。
木村は「この曲は『TikTokでバズればいいよね』という狙いのもと、制作したものなんです」と述べている。制作にあたり木村が意識していたのは「思わず踊りたくなる楽曲」と「アイドルファンがTikTok動画で使える楽曲」にすることである。また、ヤマモトの過去作品でセリフがフックになっているのが印象的であったことから「歌詞にはセリフを入れてください！」とリクエストしたと語っている。ここまで

## リリース

### 配信リリースとシングルカット
「わたしの一番かわいいところ」は、2022年4月29日に同グループの第2弾配信シングルとしてリリースされた。
後述する楽曲のヒットを経て、2023年6月26日に中野サンプラザホールで開催されたワンマンライブにて、グループ初の全国流通シングルCDとして『わたしの一番かわいいところ』が発売されることが発表された。同年9月13日、初回限定盤、通常盤、各メンバーのソロジャケット仕様のメンバー盤の全9形態でリリース。レーベルはKAWAII LAB.（ASOBI MUSIC）で、流通はユニバーサルミュージックが担っている。

### アートワーク
CD初回限定盤は「一番かわいいパッケージ仕様」と称する特装盤で、40ページのブックレットが付属。「A-side」「B-side」の2つの異なるコンセプトでFRUITS ZIPPERを表現する内容となっており、A-sideはKAWAII文化を発信するアーティスト増田セバスチャンが、B-sideはアソビシステムのクリエイティブチームyenterがそれぞれアートワークを手がけた。初回限定盤のジャケットはA-sideのビジュアルが使用されている。通常盤およびメンバー盤7形態はB-sideのビジュアルを用いたジャケットデザインになっており、メンバー7人それぞれのメンバーカラーをイメージしたフルーツがあしらわれている。ここまで

## 楽曲の内容

### 音楽性と構成
「わたしの一番かわいいところ」は、ブラスサウンドを特徴とし、ピコピコ、キラキラとした効果音が散りばめられた4つ打ちビートの楽曲で、音楽ジャンルとしてはディスコミュージック、ソウルミュージックに分類される。
歌唱面では7人のメンバーが次々と入れ替わりながらソロパートを歌う構成になっており、Bメロの最後は全員の、サビの冒頭は複数のメンバーによるユニゾンとなる。ライターの栄谷悠紀はこの点について「テーマパークのアトラクションのように色鮮やかで、ユニゾンになった瞬間の幸福感や高揚感で思わず一緒になって歌いたくなるキャッチーさがある」と説明している。
サビの直前には前述した楽曲のフックとなるパートとして松本かれんによる「ねえ？ねえ？ねえ？」という呼びかけのセリフが挿入される。これに続くサビは15秒以内のフレーズ（メロディ）が2種類用意され、1つ目の後にもう一段盛り上がる2つ目が続くという二段階構成になっている。この「二段サビ」はヤマモトショウが、自身がサウンドプロデューサーを務めるfishbowlなどの楽曲で多用している特徴的な構成技法である。ヤマモトはこの楽曲における二段サビについて「TikTok対策というところもあります」と明かしており、「15秒で完結するフレーズを2個作る、という狙いがあって、サビの前半と後半を両方15秒に収めているんですね。ワンフレーズで30秒だと長すぎる。」と説明している。
最後のサビでは2つのサビメロディが同時に重なって登場する。

### 歌詞
| アンテナを伸ばした携帯電話 |
| 1番の歌詞には携帯電話（いわゆるガラケー）のアンテナが登場する。2000年代前半、アンテナを着信に連動して光る特殊パーツに交換するカスタマイズが流行した。 |

歌詞はアイドルとファンとの関係性を表現している。木村ミサは「推しと推しを応援している方を全肯定したい思いからできた楽曲」とコメントしている。
「曲の構造オタク」を自認し、「曲のタイトルは歌詞でどこに出てくるのが良いのか」をずっと考えているというヤマモトは、この楽曲ではタイトルを各サビの冒頭に配置している。「わたしの一番、かわいいところに気付いてる／そんな君が一番すごいすごいよすごすぎる！」から始まるサビの歌詞は、アイドルとファンが互いを認め合う関係性を描いていると解釈される。
また、この曲がテーマとする「かわいい」について、KENDRIX Mediaのインタビュアーが「アイドルって相対的なかわいさで語られることが多いですけど、『わたしの一番かわいいところ』は絶対的なかわいさを歌っていて、みんなが希望を持てるなと思いました」と見解を述べたのに対して、ヤマモトは次のように回答している。

### 振付

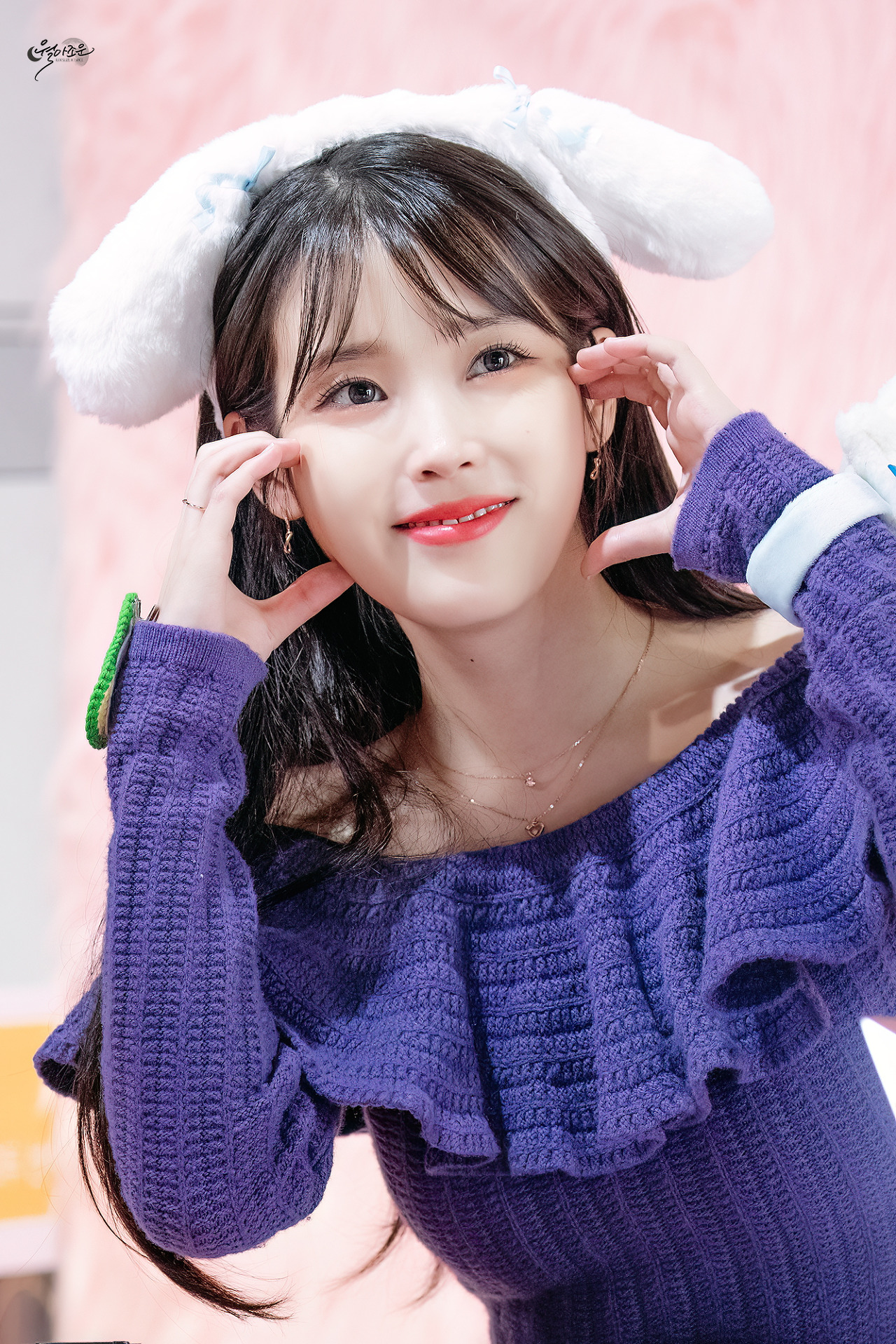
顔ハートのポーズをとる韓国の歌手IU。「わたかわ」にも取り入れられたこのポーズは「ルダハート」とも呼ばれ、韓国が流行の発祥とされる。

「わたかわダンス」と呼ばれる振付は元PASSPO☆で振付師の槙田紗子が手がけたものである。槙田は前述のデビュー曲のうち3曲を手がけており、プロデュースサイドからは「『わたかわ』だけはTikTokを意識してほしい」「（楽曲内の）何秒から何秒までを使います」との要望や細かな指定があった。ここまで
サビの振付は、まず「ねえ？ねえ？ねえ？」のセリフで手招きをし、次に手を使って頬の周りでハートを、続けて頭の上で王冠のかたちを作る。頬やこめかみに指を当てる動作や髪を耳にかける動作などの後、右手の人差指を左肩に当てリズムに合わせて肩を動かし、最後に両手を上に広げてステップを踏む。また、TikTok用の振付では最後のステップ部分は「完全に自由」なパートとされている。槙田はTikTokの流行を分析し、ダンスの経験がない人でも踊りやすい既存の動きの中に、1つだけ違和感や新鮮さのある動きを入れるということを意図してこの振付を制作した。「ほっぺにハート」や「王冠」はTikTokで既に流行していた（ユーザーが）「見たことがある動き」であり、一方で「肩の動き」は「初めて見る動き」「新鮮味を感じられる動き」として取り入れられたものである。ここまで

## 受容・ヒットの経緯

### リリース序盤のバイラルヒット
2022年4月24日のデビューライブの直後、4月29日に音源が配信リリースされると、手で顔の周りにハートや王冠のかたちを作る振付が「動画映えする」と注目され、中高生がTikTokで音源を使用した動画を投稿して流行が始まった。また、インフルエンサーらが楽曲を使用して「わたしの一番かわいいところを教えてください」と投稿し、コメント欄でファンがそれに答えるというムーブメントも広がりを見せた。リリースから1か月後の2022年5月25日付で公開されたBillboard JAPANの「TikTok Weekly Top 20」（集計期間：2022年5月16日 - 5月22日）で20位に登場。2022年6月8日公開の同チャート（集計期間：2022年5月30日 - 6月5日）では9位で初めてトップ10入りしている。
同年6月までにTikTok総再生数2億回突破、TikTok公式が発表する「TikTok HOT SONGS」への選出（5月25日初登場
）、Spotifyバイラルチャートへの3週連続チャートインといった大きな反響を受け、当初制作する予定のなかったミュージックビデオが急遽制作され、6月22日にYouTubeで公開された。このミュージックビデオは2023年4月に再生回数が1000万回を突破した。
TikTok総再生数は2022年内に5億回を超えている。

### アイドルシーンでの受容
「わたしの一番かわいいところ」は既存のライブアイドルのファン層にも広く受け入れられた。2022年の「アイドル楽曲大賞」インディーズ楽曲部門では、ヤマモトショウがプロデューサーを務めるfishbowlの「熱波」と共に同ポイント獲得で1位を受賞した。1位が同ポイントで2曲となるのは同大賞初のできごとであり、さらに同作家であったことから「ヤマモトショウ楽曲大賞」や「ヤマモト楽曲大ショウ」とヤマモトの名前をもじって呼ばれる事態となった。同賞のアフタートーク対談でコメンテーターのガリバーは「去年〔2022年〕アイドルフェスに行って、デビューしてまだ時間も経っていないのに『わたしの一番かわいいところ』ですでに会場がアンセムを迎え入れるような空気になっていたのを感じたんですよ。近年はみんなが知っているアンセムがなかなか生まれづらい状況の中で、若いグループなのにも関わらずTikTokでのブーストがあり、フロアでも一体感が生まれる場面に何度か遭遇しました。」とライブ現場での受容の様子を伝えている。ここまで

### CDリリースと大衆的ヒット
2023年9月13日にCDシングルとしてリリースされると、Billboard JAPAN Top Singles Salesで第3位、オリコン週間シングルチャート初登場4位を記録した。
同年10月3日放送の『DayDay.』にはFRUITS ZIPPERが生出演し、「わたしの一番かわいいところ」をテレビで初めて生歌唱した。
2023年11月22日、FRUITS ZIPPERがこの曲のリリースにより第65回日本レコード大賞の新人賞を受賞することが発表された。さらに12月30日に開催・テレビ放送された授賞式では優秀賞4組の中から選ばれる最優秀新人賞を受賞した。
この受賞と前後してFRUITS ZIPPERは地上波歌番組を始めとするマスメディアへの露出が増加。
例として、12月13日には『「FNS歌謡祭」第2夜』、レコード大賞翌日の12月31日には『CDTVライブ！ライブ！ 年越しスペシャル2023→2024』、年明け2024年1月15日には同じく『CDTVライブ!ライブ!』、同年2月9日には初となる『MUSIC STATION』に出演し、いずれも「わたしの一番かわいいところ」を披露した。
音楽ライターの成松哲は「わたしの一番かわいいところ」を「グループ、そして2023年のアイドルシーン最大のヒット曲」と評している。
こうして「わたしの一番かわいいところ」は一過性のヒットで終わらない長期戦略的な成功を収め、配信リリースから2年半後の2024年10月17日時点でもApple Musicトップ100（日本）の第37位にランクインしている。また、2025年3月までにTikTok総再生数が30億回、ミュージック・ビデオ再生数が4000万回を突破した。

## 論評

### 「楽曲派」文脈・音楽的評価
「わたしの一番かわいいところ」は、楽曲面を重視するアイドル・アイドルファンを指すいわゆる「楽曲派」アイドルの文脈で好意的な評価を得ている。
前述の通り「アイドル楽曲大賞」ではfishbowl「熱波」と共に1位を獲得しており、同賞のアフタートーク座談会では「TikTokで刹那的に流行した楽曲に10年後も聴かれうる耐久力はあるのか」というテーマで議論が交わされた。その中で音楽ライターの宗像明将は「ショウさんが書いた『わたしの一番かわいいところ』を僕はソウルナンバーと捉えていて、fishbowlの『熱波』も実はそうなんですよね。その辺の耐久力はあるだろうなって思います。」とその音楽性を評価している。
また、2025年に双葉社から刊行された『楽曲派アイドル・ガイドブック ももクロ以降のアイドルソング再考』では、同曲が収録されたFRUITS ZIPPERのアルバム『NEW KAWAII』のディスクガイドが掲載されている。併せてヤマモトへのインタビューも行われており、その中でヤマモトの「FRUITS ZIPPERも実は楽曲派じゃないですか？」という問いかけに対し、成松が「ええ。『わたしの一番かわいいところ』って本当に上質なディスコミュージックですもん。」と楽曲派的観点からの評価を返答している。
音楽ライターの冬将軍は、「“かわいい”を連発するキュートな詞とポップでキャッチーなメロディラインは言わずもがな、ゴリッとキマるスラップベース、ほどよいエレクトロサウンドと薄く入るホーンなど、歌のラインを邪魔することなく隙間を活かしたアレンジが秀逸である。アイドルポップスとして耳馴染みよいメロディであることはもちろん、楽器の使い方もサウンドメイキング、分離感も心地よい。」とトラックメイキングの観点から評価している。

### メタ曲の潮流
ヤマモトは『楽曲派アイドル・ガイドブック』のインタビューで、「〔アイドル楽曲を〕僕は徹底的にメタ的に書く。『アイドルとは？『かわいいとは？』を客観的に書くのはたぶん得意ですね。」とコメントしている。「わたしの一番かわいいところ」のようにアイドルとファンとの関係性をメタ的に歌うアイドルソングは、2020年代前半のアイドルシーンで1つの流行を築いている。
「アイドル楽曲大賞」主催のピロスエは「わたしの一番かわいいところ」とiLiFE!の「アイドルライフスターターパック」を比較して、「アイドルをメタ的に捉えた手法で作った上でこんなにも作風が違うんだというところに面白さを感じました」とコメントしている。
イベンター・アイドル専門ライターの岡島紳士は「歌詞は『アイドルとファン』という1対1の構造で、画面を通じて『いいね！』などをもらう関係性ですよね。ただTikTokでバズるということは当人だけではなく、数多くのTikTokユーザーがその曲を使った動画をアップしたということ。つまりバズった時点で『アイドルとファン』という関係性を超えて『自分と、イイネをもらう相手』の関係性の曲として拡散されている。」と楽曲とその拡散の構造を論じている。

### 自己肯定ソングの流行
「わたしの一番かわいいところ」は、同じく2020年代にヒットしたHoneyWorks／高嶺のなでしこの「可愛くてごめん」、超ときめき♡宣伝部「最上級にかわいいの!」、CUTIE STREETの「かわいいだけじゃだめですか？」などと共に「かわいい」をテーマやキーワードとして全面に押し出す「かわいいソング」として複数の媒体で並べて取り上げられている
。また、これらの楽曲は自らを「かわいい」と讃える姿勢から「自己肯定ソング」あるいは「自己肯定感爆上げソング」とも呼ばれ、Z世代を中心に支持を集める一つのムーブメントとなっている。
前出のライター栄谷悠紀は「わたしの一番かわいいところ」と「かわいいだけじゃだめですか？」の2曲からKAWAII LAB.について分析し、「自分自身を“かわいい”と自認する姿勢は、昨今の自己肯定ソングの流れにもフィットしており、かつ彼女たちの魅力を引き出すことに成功」と評価している。
心理カウンセラーの佐々木もよこは「わたしの一番かわいいところ」の歌詞を踏まえて、（自己肯定感とは）「『かわいいと言ってほしい私』も『それを伝えたい私』も受け入れることであり、それは、他人の目を気にせずに自分を受け入れた主張ができていることとなる」と定義。同曲に憧れたり、共感したりする聴き手の声を紹介した上で「あまりにも振り切った前向きな姿勢は気持ちがよく、その圧倒的な『自分軸』に感化されるのだろう」と分析している。ここまで
Z世代の意識調査を実施しているMERYによる「2024年トレンド10選」では「自己肯定感爆上げ可愛いソング」が選出され、「“自分がかわいくて最高！”というテーマの曲」の1つとして「わたしの一番かわいいところ」が挙げられている。

## プロモーション
木村ミサは「『わたかわ』はバズる前からメンバーがSNSの投稿を頑張ってくれていました」と語っている。「わたしの一番かわいいところ」は、リリース序盤、作り手発信ではなくTikTok等で受け手側が広めるUGC（ユーザー生成コンテンツ）として広まった。一方で、反響を受けたその後の作り手からのプロモーション展開があってこそ一過性ではない長期的なヒットに成功したと分析されている。
前出のライター冬将軍は初動のヒット後の発信について「そこだけに終わらせないその波に乗った展開が見事であった」とし、急遽のMV制作、2022年から2023年にかけてのライブ規模拡大、そして1年ごしのCDリリースという継続的な展開を挙げて「売れるものをきっちり売っていくという、日本の音楽シーンではこれまであまり行なわれていなかった長期戦略が功を奏している」と評価した。
2024年4月にリリースしたアルバム『NEW KAWAII』がオリコン週間アルバムランキング（2024年4月22日付）で2位を獲得し楽曲に再び注目が集まったタイミングでは「#ねえねえねえ無音チャレンジ」と題したショート動画を展開した。これはメンバー7人が1人ずつ登場し、無音にされたサビ前部分の時間をカウントし「ねえ？ねえ？ねえ？」のタイミングを狙ってセリフを言う、という企画である。前出の栄谷悠紀はこの企画について「グループの特徴であるあいくるしさと、ショート動画が好まれる時代背景とがマッチした好例だ。このような戦略も、『わたしの一番かわいいところ』が一過性のバズりで終わることなく長く支持を集め続けている要因なのだろう。」と分析している。ここまで

## ミュージック・ビデオ
ヒットを受けて急遽制作されたミュージックビデオは、リリース2か月後の2022年6月22日にYouTubeのKAWAII LAB.公式チャンネルで公開された。木村によれば「約10日間の急ピッチで制作して公開」というスケジュールであったという。
監督はナカジマセイト。
佐々木もよこは、このミュージックビデオを「アイドル感を全面に出したかわいい色味、デザインの衣装を纏い、かわいらしいメイクをしたアイドルたちが歌って踊ってキラキラであふれている」と評し、楽曲と合わせて「少し前までは、かわいさの中にかっこよさが混じったアイドルが人気だったが、ここまで“かわいい”に振り切ったビジュアルや曲は、覚えている限りではとても久しぶりに見たように感じる」と分析している。

## パフォーマンス

### ライブ・パフォーマンス
「わたしの一番かわいいところ」はワンマンライブ、対バンライブ出演時の多数の披露の他、FRUITS ZIPPERがファッションショー等のイベントにゲスト出演した際にも代表曲として披露される。一例として2023年3月4日に『東京ガールズコレクション 2023 SPRING/SUMMER』に出演した際にもパフォーマンスしている。
また、KAWAII LAB.全体を代表する曲として、姉妹グループ全員でのパフォーマンスも行われている。CANDY TUNEがデビューした2023年3月14日のライブイベント『KAWAII LAB. SESSION ~CANDY TUNE~』（東京・Spotify O-EAST）ではFRUITS ZIPPER、IDOLATER、CANDY TUNEの総勢19名で披露された。2025年2月22日の『KAWAII LAB. 3rd Anniversary Special LIVE ～わたし“たち”の一番かわいいところ～』（神奈川・Kアリーナ横浜）ではFRUITS ZIPPER、CANDY TUNE、SWEET STEADY、CUTIE STREETとKAWAII LAB. MATESの全員で披露された。このKアリーナ公演では、4グループのメンバーがメンバーカラーごとに集まってステージ上に並ぶフォーメーションでパフォーマンスされた。

### 特別アレンジ
2022年12月22日の『FRUITS ZIPPER単独公演~X’mas ZIPPER！~』（神奈川・川崎CLUB CITTA'）ではヤマモトショウがトラックをクリスマス仕様にアレンジした「わたしの一番かわいいところ~X’mas ver.~」が披露された。
2024年2月9日のMUSIC STATIONに出演した際は同じくヤマモト提供曲の「ハピチョコ」から「わたしの一番かわいいところ」へ繋げるスペシャルメドレーでパフォーマンスされた。メドレーアレンジを担当したヤマモトは「繋ぎに定評のあるヤマモトショウです！」とコメントしている。

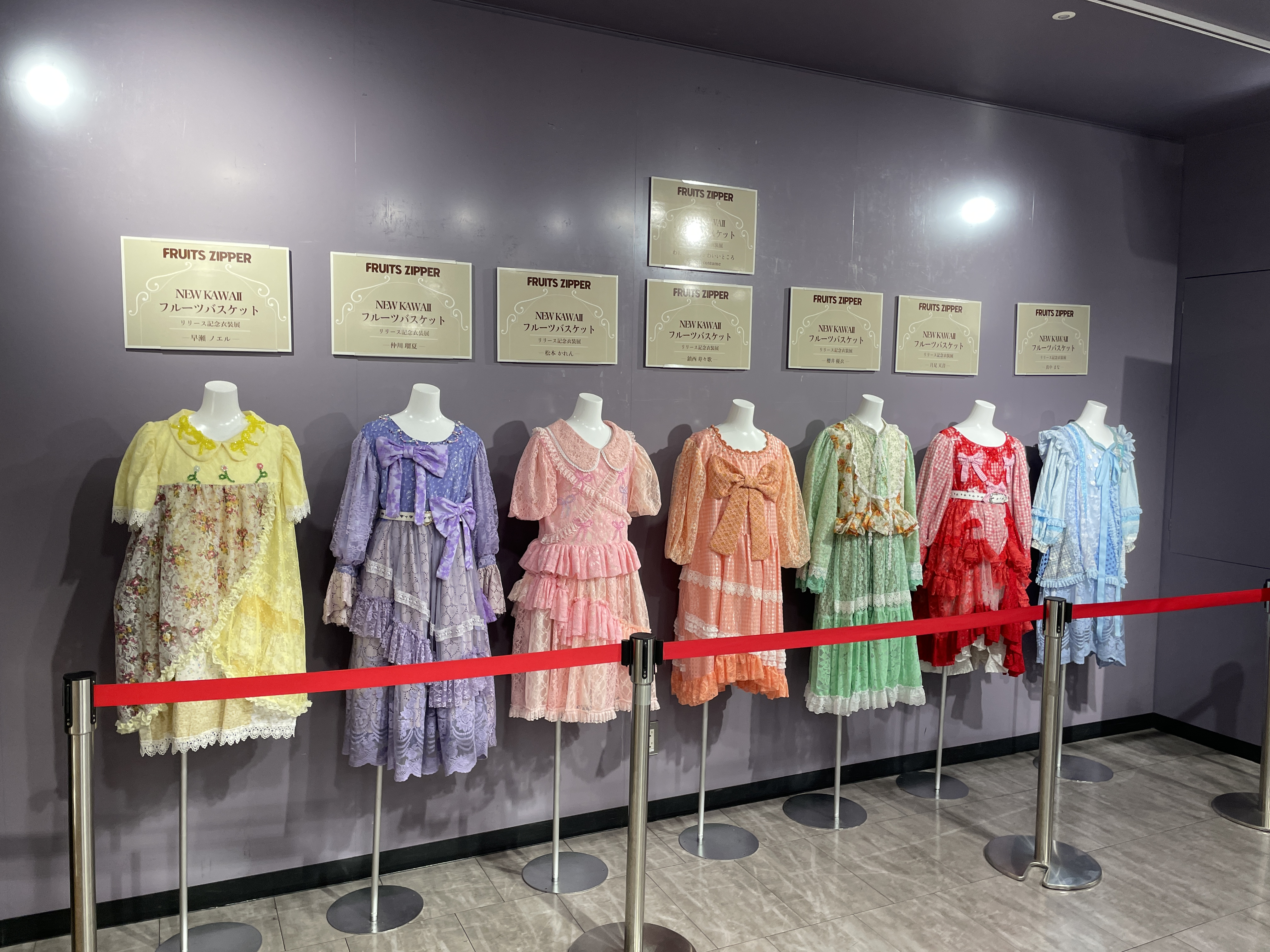
FRUITS ZIPPERがTHE FIRST TAKEで「わたしの一番かわいいところ」を披露した際の衣装。日本武道館公演でも着用した。

2024年5月1日に公開された「THE FIRST TAKE」第431回ではヤマモトによる新たな特別アレンジでパフォーマンスされた。これは通常櫻井優衣が担当する「ねえねえねえ」のセリフをメンバー7人全員が立て続けに披露してから2番のサビに入るというものである。2024年5月19日の日本武道館公演『FRUITS ZIPPER 2nd ANNIVERSARY 超めでたいライブ～NEW KAWAII～』2日目のアンコールでは、メンバーがTHE FIRST TAKE出演時の衣装を着用して登場。動画内で歌唱前に交わした会話の様子などをセルフパロディーとして再現し、このアレンジバージョンが初めて観客の前で生パフォーマンスされた。ここまで

### 歌番組
前述の通り、FRUITS ZIPPERは特に2023年以降に多数の歌番組で「わたしの一番かわいいところ」をパフォーマンスしているが、ここでは特記すべきトピックがあるもののみを簡単にまとめる。
| 放送日                   | 番組名                       | 放送局       | 特記事項                 |
| ------------------------ | ---------------------------- | ------------ | ------------------------ |
| 2022年11月8日（7日深夜） | プレミアMelodiX!             | テレビ東京   | テレビ初披露             |
| 2023年10月3日            | DayDay.                      | 日本テレビ系 | テレビ初の生歌唱         |
| 2023年12月30日           | 第65回 輝く!日本レコード大賞 | TBS系        | 最優秀新人賞受賞         |
| 2024年1月15日            | CDTV ライブ!ライブ!          | TBS系        | テレビ初のフルサイズ披露 |

## シングル収録曲
| POCS-22901 |                                                    |                |                |
| #          | タイトル                                           | 作詞           | 作曲・編曲     |
| 1.         | 「わたしの一番かわいいところ」                     | ヤマモトショウ | ヤマモトショウ |
| 2.         | 「ぴゅあいんざわーるど」                           | 玉屋2060％     | 玉屋2060％     |
| 3.         | 「ずっと、ずっと、ずっと！」                       | hAck-O         | KOUGA／Kyota   |
| 4.         | 「超めでたいソング～こんなに幸せでいいのかな？～」 | ヤマモトショウ | 宮野弦士       |

| POCS-22027〜22033 |                                                    |                |                |
| #                 | タイトル                                           | 作詞           | 作曲・編曲     |
| 1.                | 「わたしの一番かわいいところ」                     | ヤマモトショウ | ヤマモトショウ |
| 2.                | 「ぴゅあいんざわーるど」                           | 玉屋2060％     | 玉屋2060％     |
| 3.                | 「バージョン（メンバー）別トラック」               | -              | -              |
| 4.                | 「超めでたいソング～こんなに幸せでいいのかな？～」 | ヤマモトショウ | 宮野弦士       |

| #  | タイトル                   | 作詞            | 作曲                           | 編曲                           | バージョン   |
| -- | -------------------------- | --------------- | ------------------------------ | ------------------------------ | ------------ |
| 3. | 「skyfeelan」              | 早川博隆        | 早川博隆                       | 柿迫ヒカル／半田彬倫／早川博隆 | 鎮西寿々歌盤 |
| 3. | 「完璧主義で☆」            | 鈴木まなか      | 鈴木まなか／サイトウリョースケ | サイトウリョースケ             | 仲川瑠夏盤   |
| 3. | 「Re→TRY & FLY」           | ゆうゆ          | ゆうゆ                         | ゆうゆ                         | 月足天音盤   |
| 3. | 「ハピチョコ」             | ヤマモトショウ  | ヤマモトショウ                 | ヤマモトショウ                 | 松本かれん盤 |
| 3. | 「RADIO GALAXY」           | YUC'e           | YUC'e                          | YUC'e                          | 早瀬ノエル盤 |
| 3. | 「世界はキミからはじまる」 | 辻村有記／gitai | 辻村有記／gitai／soundbreakers | soundbreakers                  | 櫻井優衣盤   |
| 3. | 「ふれふるサマー！」       | barbora         | barbora                        | barbora                        | 真中まな盤   |

| POCS-22034 |                                                    |                |                |
| #          | タイトル                                           | 作詞           | 作曲・編曲     |
| 1.         | 「わたしの一番かわいいところ」                     | ヤマモトショウ | ヤマモトショウ |
| 2.         | 「ぴゅあいんざわーるど」                           | 玉屋2060％     | 玉屋2060％     |
| 3.         | 「超めでたいソング～こんなに幸せでいいのかな？～」 | ヤマモトショウ | 宮野弦士       |
| 4.         | 「わたしの一番かわいいところ (Instrumental)」      | -              | ヤマモトショウ |
| 5.         | 「ぴゅあいんざわーるど (Instrumental)」            | -              | 玉屋2060％     |
| 6.         | 「超めでたいソング～こんなに幸せでいいのかな？～」 | -              | 宮野弦士       |

## スタッフ・クレジット
CDシングル
- 戸澤直希 – ベース
- 西川原邦夫 – ミキシング
- 齊藤将 (ASOBIMUSIC) – レコーディング
- 柴晃浩 (TEMAS Mastering Studio) – マスタリング

## 記録・受賞一覧
- 日本レコード協会ストリーミング認定
  - 2024年7月度ゴールド認定[80]
  - 2025年1月度プラチナ認定[1]
- 第65回日本レコード大賞最優秀新人賞（2023年）[8]
- Billboard JAPAN[2]
  - Top Singles Sales 3位
  - HOT100 13位
  - Streaming Songs 34位
  - Top User Generated Songs 4位
  - Heatseekers Songs of the Year 2024 5位[3]
- オリコン
  - 週間4位[4]
  - 週間ストリーミング46位[5]
- MUSIC AWARDS JAPAN 2025
  - 最優秀アイドルカルチャー楽曲賞[81]